# Leonid Shamkovich
Leonid Aleksandrovich Shamkovich [en ruso: Леонид Александрович Шамкович], (Rostov del Don, 1 de junio de 1923-Nueva York, 22 de abril de 2005) fue un jugador y escritor de ajedrez ruso, que jugó la mayor parte de su carrera bajo bandera soviética —nacionalizado después estadounidense—, y que tuvo el título de Gran Maestro desde 1965. Sus maneras aristocráticas y su forma de comportarse y hablar hicieron que se le apodara «Príncipe».

## Biografía y resultados destacados en competición
Shamkovich nació en el seno de una familia judía en el Óblast de Rostov, en la entonces República Socialista Federativa Soviética de Rusia, parte de la Unión Soviética. Fue dos veces Campeón de Rusia (1954 y 1956). En 1955 quedó primero (fuera de concurso) en el campeonato de Uzbekistán.
El momento álgido de su carrera fue en los años 1960; se convirtió en Gran Maestro en 1965 y ganó varios torneos importantes, especialmente el de Sochi de 1967, donde empató en el primer lugar con Nikolai Kroguius, Vladimir Simagin, Boris Spassky y Aleksandr Zaitsev. Otros resultados notables fueron el empate en el tercer puesto en el Campeonato de Moscú de 1962 (tras Yuri Averbakh y Evgeny Vasiukov), y el tercer lugar en el balneario checo Mariánské Lázně en 1965 (tras Paul Keres y Vlastimil Hort). Shamkovich emigró de la Unión Soviética en 1975 y fue a vivir a Israel, después residió en Canadá, y finalmente en los Estados Unidos donde vivió durante el resto de su vida. Ganó el Campeonato abierto de ajedrez de Canadá celebrado en Calgary en 1975. Continuó jugando hasta los años 1990 y fue autor de varios libros de ajedrez. Su obra, Sacrifice in Chess, comienza diciendo: «A real sacrifice involves a radical change in the character of a game which cannot be effected without foresight, fantasy, and the willingness to risk» («Un sacrificio de verdad implica un cambio radical en el carácter de la partida, que no puede ser efectuado sin una dosis de previsión, de fantasía, y de voluntad de asumir riesgos»). Fue autor de varios libros, algunos dedicados a la defensa Grünfeld y la defensa Schliemann. También entrenó a algunos grandes jugadores, como Mijaíl Tal y Gary Kasparov.